# Scorzè
Scorzè ist eine italienische Gemeinde mit 19.068 Einwohnern (Stand 31. Dezember 2023) in der Metropolitanstadt Venedig der Region Venetien.
Sie bedeckt eine Fläche von 33 km².